# 3 Color Desert Pattern

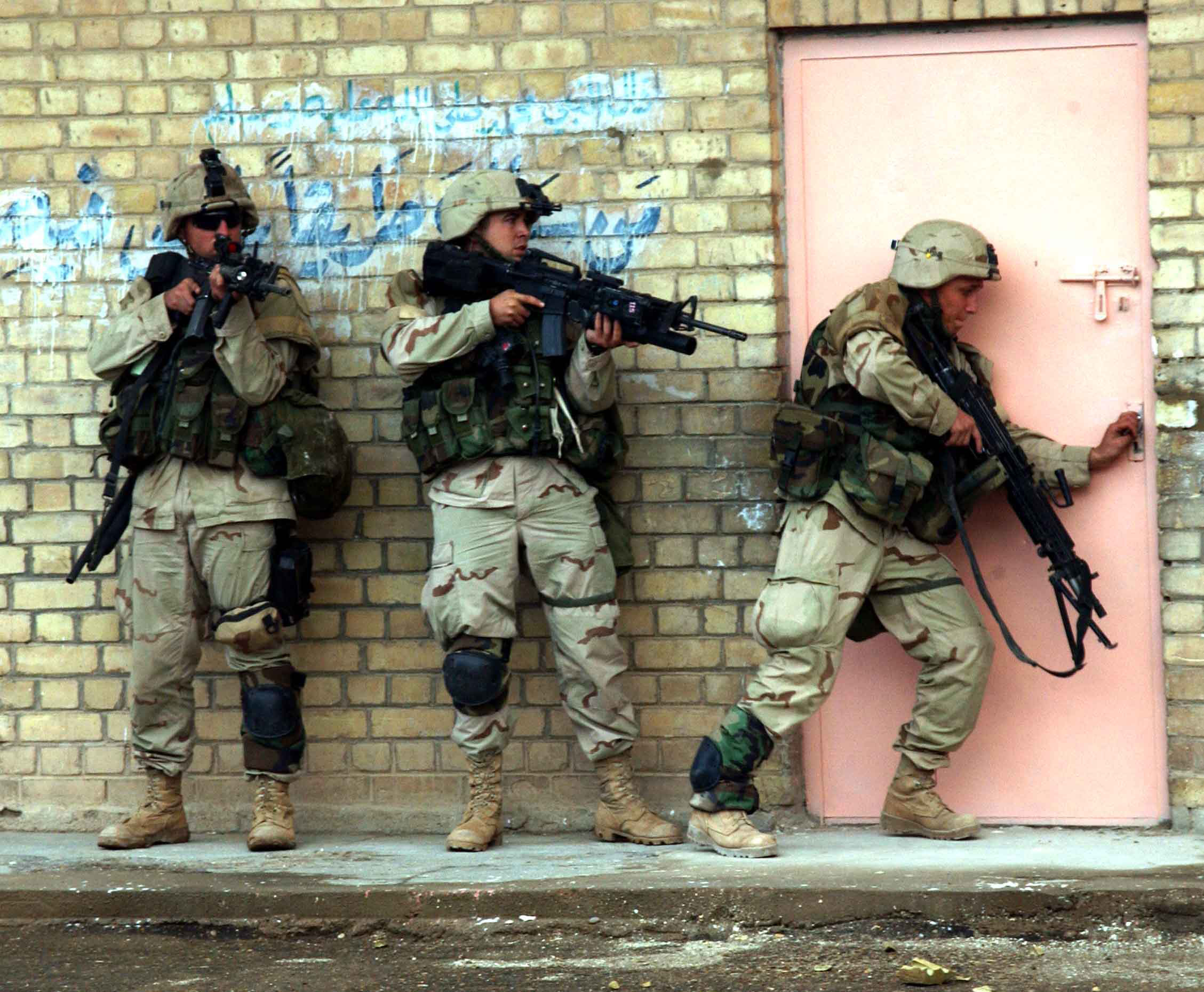
Żołnierze w mundurach Desert Camouflage Uniform (DCU)

3 Color Desert Pattern – kamuflaż pustynny umundurowania żołnierzy Sił Zbrojnych Stanów Zjednoczonych, używany w latach 1992–2004 zarówno przez Wojska Lądowe jak i Piechotę Morską, Marynarkę Wojenną oraz Siły Powietrzne. Następca 6 Color Desert Pattern.

## Historia
Kamuflaż powstał w wyniku doświadczeń zdobytych podczas I wojny w Zatoce Perskiej. Zauważono wtedy wady kamuflażu 6 Color Desert Pattern – słabe właściwości maskujące na pustyniach arabskich, a także nadmierne nagrzewanie się ciemnych plam. Dowództwo postanowiło więc wprowadzić nowy kamuflaż – 3 Color Desert Pattern (zaprojektowany w roku 1990). Oficjalnie nastąpiło to w roku 1992. Wraz z nowym kamuflażem wprowadzono mundur Desert Camouflage Uniform (DCU). Od wcześniejszego DBDU różnił się w zasadzie tylko nowym kamuflażem. Wraz z DCU wprowadzono także wersję tropikalną Hot Weather Desert Camouflage Uniform (HWDCU) z cieńszym materiałem w tzw. splocie rip-stop.

## Służba
Pierwsze szerzej znane użycie nowego kamuflażu miało miejsce podczas operacji w Somalii w roku 1993. Na zdjęciach z tego okresu można zauważyć ciekawe zjawisko występowania umundurowania i wyposażenia w trzech kamuflażach: Woodland, 6 Color Desert Pattern i 3 Color Desert Pattern. Było to spowodowane brakiem możliwości szybkiego wyposażenia jednostek w nowy kamuflaż, a także brakami magazynowymi.
Później umundurowanie DCU i HWDCU było także obecne podczas takich operacji jak II wojna w Zatoce Perskiej czy podczas wojny w Afganistanie.